# 小行星1066
小行星1066（1066 Lobelia）是一颗围绕太阳公转的小行星。1926年9月1日，卡爾·威廉·萊茵姆特在海德堡发现了此天体。
該小行星以半邊蓮命名。
这颗小行星的绝对星等为12.26等。